# Meerut
Meerut este un oraș în India.